# چاله آب

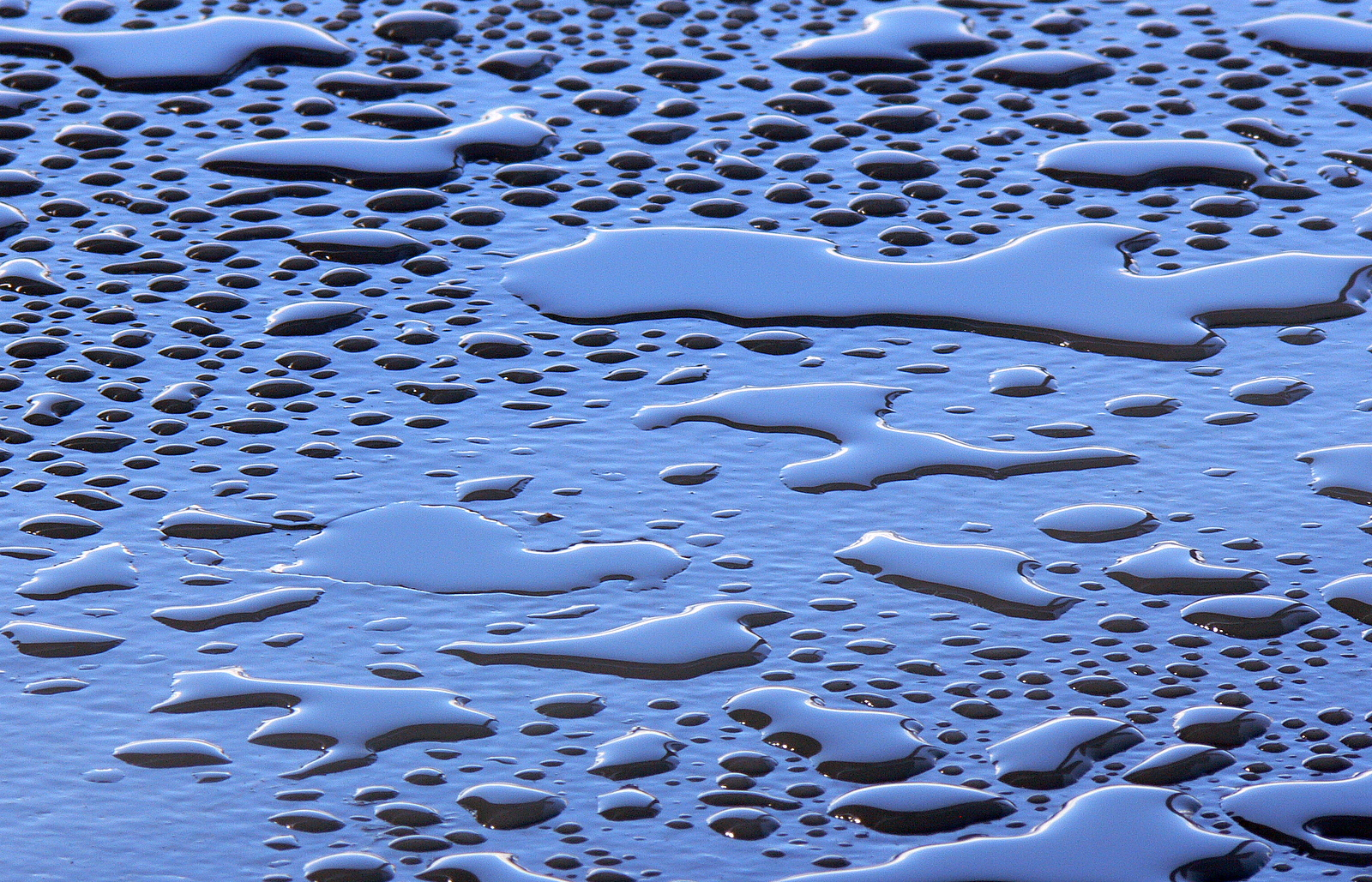
چاله‌آب‌های کوچک آب بر روی یک سطح صاف و تمیز ضخامت و برجستگی محسوسی دارند.

چاله آب (به انگلیسی: Puddle)، تجمع کوچکی از مایع، معمولاً آب، بر روی یک سطح است؛ که می‌تواند با گردآمدن مایع در فرو رفتگی یک سطح، یا با کشش سطحی بر روی یک سطح صاف تشکیل شود.
به طور کلی یک چاله‌آب به اندازهٔ کافی کم عمق است که می‌توان از میان آن از طریق راه رفتن عبور کرد، و بیش از آن حد کوچک است که بتواند یک قایق یا یک کلک را بر سطح خود جا دهد. چاله‌آب‌های کوچک آب در شرایطی می‌توانند یک منبع ایجاد شیفتگی برای کودکان باشند. یک چاله‌آب کوچک ممکن است حیات وحش کوچکی را به درون خود جذب و حمایت کند.

## چاله‌آب‌های طبیعی و حیات وحش
چاله‌آب‌ها در چشم‌اندازها و زیستگاههای طبیعی، هنگامی که تنها در نتیجهٔ بارندگی ایجاد نشده‌اند، می‌توانند نشانهٔ حضور یک چاله‌آب نشتی یا یک چشمه باشند. آنها می‌توانند رطوبت لازم را برای حیات وحش کوچکی، مانند پرندگان و حشرات ارائه دهند. بسیاری از گونه‌های پروانه (پروانه‌سانان) به این گودال‌های کوچک آب برای گل-پادل کردن برای به دست آوردن مواد مغذی مانند نمک‌ها و اسیدهای آمینه نیاز دارند.
پَرستوها و چلچله‌ها از گیاخاک و ابلیز، که در چاله‌آب‌ها جمع می‌شود به عنوان سیمان برای ساختن لانهٔ خود استفاده می‌کنند.